# Plusmarques del món d'atletisme
Les plusmarques del món d'atletisme són establertes en les competicions oficials, com els campionats mundials o els Jocs Olímpics, i són una mostra de les habilitats i el talent dels millors atletes del món. El món d'atletisme està ple de plusmarques, és a dir, marques excepcionals que han estat establertes per atletes d'elit en les diferents categories d'aquest esport, com ara, la cursa de velocitat, el salt, el llançament i els obstacles. Les plusmarques del món d'atletisme són ratificades per l'Associació Internacional de Federacions d'Atletisme (IAAF). Les plusmarques es divideixen en categoria masculina i femenina i les proves poden ser dividides en olímpiques i no olímpiques.

## Aire lliure

### Categoria masculina
| Prova                  | Marca    | Atleta                                                    | País              | Data       | Lloc                        |
| ---------------------- | -------- | --------------------------------------------------------- | ----------------- | ---------- | --------------------------- |
| 100 m                  | 9,58     | Usain Bolt                                                | Jamaica           | 16/08/2009 | Berlín, Alemanya            |
| 200 m                  | 19,19    | Usain Bolt                                                | Jamaica           | 20/08/2009 | Berlín, Alemanya            |
| 400 m                  | 43,03    | Wayde van Niekerk                                         | Sud-àfrica        | 14/08/2016 | Rio de Janeiro, Brasil      |
| 800 m                  | 1:40,91  | David Rudisha                                             | Kènia             | 09/08/2012 | Londres, Regne Unit         |
| 1500 m                 | 3:26,00  | Hicham El Guerrouj                                        | Marroc            | 14/07/1998 | Roma, Itàlia                |
| 5000 m                 | 12:37,35 | Kenenisa Bekele                                           | Etiòpia           | 31/05/2004 | Hengelo, Països Baixos      |
| 10000 m                | 26:17,53 | Kenenisa Bekele                                           | Etiòpia           | 26/08/2005 | Brussel·les, Bèlgica        |
| Marató                 | 2:01:39  | Eliud Kipchoge                                            | Kènia             | 16/09/2018 | Berlín, Alemanya            |
| 110 m tanques          | 12,80    | Aries Merritt                                             | Estats Units      | 07/09/2012 | Brussel·les, Bèlgica        |
| 400 m tanques          | 46,78    | Kevin Young                                               | Estats Units      | 06/08/1992 | Barcelona, Catalunya        |
| 3000 m obstacles       | 7:53,63  | Saif Saaeed Shaheen                                       | Qatar             | 03/09/2004 | Brussel·les, Bèlgica        |
| Salt de longitud       | 8,95     | Mike Powell                                               | Estats Units      | 30/08/1991 | Tòquio (Japó)               |
| Triple salt            | 18,29    | Jonathan Edwards                                          | Regne Unit        | 07/08/1995 | Gotemburg, Suècia           |
| Salt d'alçada          | 2,45     | Javier Sotomayor                                          | Cuba              | 27/07/1993 | Salamanca, Espanya          |
| Salt amb perxa         | 6,27     | Armand Duplantis                                          | Suècia            | 28/02/2025 | Clarmont d'Alvèrnia, França |
| Llançament de pes      | 23,12    | Randy Barnes                                              | Estats Units      | 20/05/1990 | Los Angeles, Estats Units   |
| Llançament de disc     | 74,08    | Jürgen Schult                                             | Alemanya Oriental | 06/06/1986 | Neubrandenburg, Alemanya    |
| Llançament de martell  | 86,74    | Yuri Sedyj                                                | Unió Soviètica    | 30/08/1986 | Stuttgart, Alemanya         |
| Llançament de javelina | 98,48    | Jan Zelezny                                               | República Txeca   | 25/05/1996 | Jena, Alemanya              |
| 4 × 100 m              | 36,84    | Nesta Carter Michael Frater Yohan Blake Usain Bolt        | Jamaica           | 11/08/2012 | Londres, Regne Unit         |
| 4 × 400 m              | 2:54,29  | Andrew Valmon Quincy Watts Butch Reynolds Michael Johnson | Estats Units      | 22/08/1993 | Stuttgart, Alemanya         |
| 20 km marxa            | 1:16:36  | Yusuke Suzuki                                             | Japó              | 15/03/2015 | Nomi, Japó                  |
| 50 km marxa            | 3:32:33  | Yohann Diniz                                              | França            | 15/08/2014 | Zúric, Suïssa               |
| Decatló                | 9126     | Kevin Mayer                                               | França            | 16/09/2018 | Talença, França             |

#### Plusmarques en proves no olímpiques
| Prova                  | Marca       | Atleta                                                     | País            | Data       | Lloc                     |
| ---------------------- | ----------- | ---------------------------------------------------------- | --------------- | ---------- | ------------------------ |
| 300 m                  | 30,81       | Wayde van Niekerk                                          | Sud-àfrica      | 28/06/2017 | Ostrava, República Txeca |
| 1.000 m                | 2:11,96     | Noah Ngeny                                                 | Kènia           | 05/09/1999 | Rieti, Itàlia            |
| Una Milla              | 3:43,13     | Hicham El Guerrouj                                         | Marroc          | 07/07/1999 | Roma, Itàlia             |
| 2.000 m                | 4:44,79     | Hicham El Guerrouj                                         | Marroc          | 07/09/1999 | Berlín, Alemanya         |
| 3.000 m                | 7:20,67     | Daniel Komen                                               | Kènia           | 01/09/1996 | Rieti, Itàlia            |
| 10 km (en ruta)        | 26:44       | Leonard Patrick Komon                                      | Kènia           | 26/09/2010 | Utrecht, Països Baixos   |
| 15 km (en ruta)        | 41:13       | Leonard Patrick Komon                                      | Kènia           | 21/11/2011 | Nimega, Països Baixos    |
| 20.000 m               | 56:26,0 +   | Haile Gebreselassie                                        | Etiòpia         | 27/06/2007 | Ostrava, República Txeca |
| 20 km (en ruta)        | 55:21 +     | Zersenay Tadese                                            | Eritrea         | 21/03/2010 | Lisboa, Portugal         |
| Mitja Marató           | 57:30       | Yomif Kejelcha                                             | Etiòpia         | 27/10/2024 | València, Espanya        |
| Una hora               | 21.285 m    | Haile Gebrselassie                                         | Etiòpia         | 27/06/2007 | Ostrava, República Txeca |
| 25.000 m               | 1:12:25,4 + | Moses Mosop                                                | Kènia           | 03/06/2011 | Eugene, Estats Units     |
| 25 km (en ruta)        | 1:11:18     | Dennis Kipruto Kimetto                                     | Kènia           | 06/05/2012 | Berlín, Alemanya         |
| 30.000 m               | 1:26:47,4   | Moses Mosop                                                | Kènia           | 03/06/2011 | Eugene, Estats Units     |
| 30 km (en ruta)        | 1:27:38 +   | Patrick Makau Musyoki                                      | Kènia           | 25/09/2011 | Berlín, Alemanya         |
| 100 km                 | 6:13:33     | Takahiro Sunada                                            | Japó            | 21/06/1998 | Tokoro, Japó             |
| 20.000 m marxa (pista) | 1:17:25.6   | Bernardo Segura                                            | Mèxic           | 07/05/1994 | Bergen, Noruega          |
| 30.000 m marxa (pista) | 2:01:44.1   | Maurizio Damilano                                          | Itàlia Itàlia   | 03/10/1992 | Cuneo, Itàlia            |
| 50.000 m marxa (pista) | 3:35:27.2   | Yohann Diniz                                               | França França   | 12/03/2011 | Reims, França            |
| Relleus 4 × 200 m      | 1:18,63     | Nickel Ashmeade Warren Weir Jermaine Brown Yohan Blake     | Jamaica Jamaica | 24/05/2014 | Nasáu, Bahames           |
| Relleus 4 × 800 m      | 7:02,43     | Joseph Mutua William Yiampoy Ismael Kombich Wilfred Bungei | Kènia           | 25/08/2006 | Brussel·les, Bèlgica     |
| Relleus 4 x 1.500 m    | 14:22,22    | Collins Cheboi Silas Kiplagat James Magut Asbel Kiprop     | Kènia           | 25/05/2014 | Nassau, Bahames          |

### Categoria femenina
| Prova             | Marca        | Atleta                                                         | País              | Data          | Lloc                       |
| ----------------- | ------------ | -------------------------------------------------------------- | ----------------- | ------------- | -------------------------- |
| 100 m             | 10,49        | Florence Griffith                                              |                   | 16/07/1988    | Indianapolis, Estats Units |
| 200 m             | 21,34        | Florence Griffith                                              |                   | 29/09/1988    | Seül, Corea del Sud        |
| 400 m             | 47,60        | Marita Koch                                                    | Alemanya Oriental | 06/10/1985    | Canberra, Austràlia        |
| 800 m             | 1:53,28      | Jarmila Kratochvílová                                          |                   | 26/07/1983    | Múnic, Alemanya            |
| 1.500 m           | 3:50,07      | Genzebe Dibaba                                                 |                   | 17/07/2015    | Mònaco, Mònaco             |
| 5.000 m           | 14:11,15     | Tirunesh Dibaba                                                |                   | 12/06/2008    | Oslo, Noruega              |
| 10.000 m          | 28:54.14     | Beatrice Chebet                                                |                   | 25/05/2024    | Eugene, Brasil             |
| Marató            | 2h 15:25     | Paula Radcliffe                                                |                   | 13/04/2003    | Londres, Regne Unit        |
| 100 m tanques     | 12,20        | Kendra Harrison                                                |                   | 22/07/2016    | Londres, Regne Unit        |
| 400 m tanques     | 50,37        | Sydney McLaughlin-Levrone                                      |                   | 08/08/2024    | Saint-Denis, França        |
| 3.000 m obstacles | 8:52,78      | Ruth Jebet                                                     |                   | 27/08/2016    | París, França              |
| Alçada            | 2,10 m       | Yaroslava Mahuchikh                                            |                   | 07/07/2024    | París, França              |
| Perxa             | 5,06 m       | Yelena Isinbáyeva                                              |                   | 28/08/2009    | Zúric, Suïssa              |
| Longitud          | 7,52 m       | Galina Chistyakova                                             |                   | 11/06/1988    | Leningrad, Rússia          |
| Triple salt       | 15,50 m      | Inessa Kravets                                                 |                   | 10/08/1995    | Gotemburg, Suècia          |
| Pes               | 22,63 m      | Natalya Lisovskaya                                             |                   | 07/06/1987    | Moscou, Rússia             |
| Disc              | 76,80 m      | Gabriele Reinsch                                               | Alemanya Oriental | 09/07/1988    | Neubrandenburg, Alemanya   |
| Martell           | 82,98 m      | Anita Wlodarczyk                                               |                   | 28/08/2016    | Varsòvia, Polònia          |
| Javelina          | 72,28 m      | Barbora Špotáková                                              |                   | 13/09/2008    | Stuttgart, Alemanya        |
| 20 km marxa       | 1: 24:38 (*) | Liu Hong                                                       | R.P. de la Xina   | 06/07/2015    | La Corunya, Espanya        |
| Relleus 4 × 100 m | 40,82        | Tianna Madison Allyson Felix Bianca Knight Carmelita Jeter     |                   | 10/08/2012    | Londres, Regne Unit        |
| Relleus 4 × 400 m | 3:15,17      | Tatyana Ledovskaya Olga Nazarova Mariya Pinigina Olga Bryzgina |                   | 01/10/1988    | Seül, Corea del Sud        |
| Heptatló          | 7.291 punts  | Jackie Joyner-Kersee                                           |                   | 23-24/09/1988 | Seül, Corea del Sud        |

(*) En espera de ratificació.

#### Plusmarques en proves no olímpiques
| Prova                  | Marca         | Atleta                                                                   | País | Data          | Lloc                     |
| ---------------------- | ------------- | ------------------------------------------------------------------------ | ---- | ------------- | ------------------------ |
| 300 m                  | 35.30         | Ana Guevara                                                              |      | 03/05/2003    | Ciutat de Mèxic, Mèxic   |
| 1.000 m                | 2:28,98       | Svetlana Masterkova                                                      |      | 23/08/1996    | Brussel·les, Bèlgica     |
| Una milla              | 4:12,56       | Svetlana Masterkova                                                      |      | 14/08/1996    | Zúric, Suïssa            |
| 2.000 m                | 5:25,36       | Sonia O'Sullivan                                                         |      | 08/07/1994    | Edimburg, Regne Unit     |
| 3.000 m                | 8:06,11       | Wang Junxia                                                              |      | 13/09/1993    | Pequín, Xina             |
| 10 km (en ruta)        | 30:21         | Paula Radcliffe                                                          |      | 23/02/2003    | San Juan, Puerto Rico    |
| 15 km (en ruta)        | 46:28         | Tirunesh Dibaba                                                          |      | 15/11/2009    | Nimega, Països Baixos    |
| 20.000 m               | 1:05:26,6     | Tegla Loroupe                                                            |      | 03/09/2000    | Borgholzhausen, Alemanya |
| 20 km (en ruta)        | 1:01:56 +     | Florence Jebet Kiplagat                                                  |      | 16/02/2014    | Barcelona, Catalunya     |
| Una hora               | 18.517 m      | Dire Tune                                                                |      | 12/06/2008    | Ostrava, República Txeca |
| Mitja Marató           | 1:04:51       | Joycilene Jepkosgei                                                      |      | 22/10/2017    | València, Espanya        |
| 25.000 m               | 1:27:05,9     | Tegla Loroupe                                                            |      | 21/09/2017    | Mengerskirchen, Alemanya |
| 25 km (en ruta)        | 1:19:53       | Mary Keitany                                                             |      | 09/05/2010    | Berlín, Alemanya         |
| 30.000 m               | 1:45:50,0     | Tegla Loroupe                                                            |      | 06/06/2003    | Warstein, Alemanya       |
| 30 km (en ruta)        | 1:38:23 + (*) | Liliya Shobujova                                                         |      | 09/10/2011    | Chicago, Estats Units    |
| 100 km                 | 6h 33:11      | Tomoe Abe                                                                |      | 25/06/2000    | Yūbetsu, Japó            |
| Decatló                | 8.358 punts   | Austra Skujyte                                                           |      | 14-15/04/2005 | Columbia, Estats Units   |
| 10.000 m marxa (pista) | 41:56,23      | Nadezhda Ryashkina                                                       |      | 24/07/1990    | Seattle, Estats Units    |
| 20.000 m marxa (pista) | 1:26:52,3     | Olimpiada Ivanova                                                        |      | 06/09/2001    | Brisbane, Austràlia      |
| Relleus 4 × 200 m      | 1:27,46       | LaTasha Jenkins LaTasha Colander Nanceen Perry Marion Jones              |      | 29/04/2000    | Filadelfia, Estats Units |
| Relleus 4 × 800 m      | 7:50,17       | Nadyezhda Olizarenko Lyubob Gurina Lyudmila Borisova Irina Podyalovskaya |      | 05/08/1984    | Moscou, Rússia           |
| Relleus 4 × 1500 m     | 16:33,58      | Mercy Cherono Faith Kipyegon Irene Jelagat Hellen Obiri                  |      | 24/05/2014    | Nasáu, Bahames           |